# Galestown
Galestown és una població dels Estats Units a l'estat de Maryland. Segons el cens del 2000 tenia 101 habitants.

## Demografia
Segons el cens del 2000, Galestown tenia 101 habitants, 43 habitatges, i 31 famílies. La densitat de població era de 185,7 habitants/km².
Dels 43 habitatges en un 25,6% hi vivien nens de menys de 18 anys, en un 60,5% hi vivien parelles casades, en un 14% dones solteres, i en un 25,6% no eren unitats familiars. En el 23,3% dels habitatges hi vivien persones soles l'11,6% de les quals corresponia a persones de 65 anys o més que vivien soles. El nombre mitjà de persones vivint en cada habitatge era de 2,35 i el nombre mitjà de persones que vivien en cada família era de 2,78.
Per edats la població es repartia de la següent manera: un 24,8% tenia menys de 18 anys, un 5,9% entre 18 i 24, un 20,8% entre 25 i 44, un 30,7% de 45 a 60 i un 17,8% 65 anys o més.
L'edat mediana era de 42 anys. Per cada 100 dones de 18 o més anys hi havia 81 homes.
La renda mediana per habitatge era de 31.250 $ i la renda mediana per família de 37.917 $. Els homes tenien una renda mediana de 24.375 $ mentre que les dones 40.250 $. La renda per capita de la població era de 18.828 $. Cap de les famílies i el 3,3% de la població estaven per davall del llindar de pobresa.

## Poblacions més properes
El següent diagrama mostra les poblacions més properes.